# Perreux (Loire)
Perreux település Franciaországban, Loire megyében. Lakosainak száma 2105 fő (2022. január 1.). Perreux Coutouvre, Vougy, Le Coteau, Montagny, Notre-Dame-de-Boisset, Pradines, Roanne és Saint-Vincent-de-Boisset községekkel határos.

## Népesség
A település népességének változása:
| Lakosok száma | 1907 | 1933 | 1985 | 2167 | 2214 | 2141 | 2114 | 2110 | 2106 | 2105 |
|               | 1968 | 1982 | 1990 | 2006 | 2013 | 2015 | 2017 | 2019 | 2020 | 2022 |